# Fórmula de Feynman-Kac
La fórmula de Feynman-Kac, llamada así por Richard Feynman y Mark Kac, establece un vínculo entre las ecuaciones parabólicas en derivadas parciales (PDE) y los procesos estocásticos. En 1947, cuando Kac y Feynman eran profesores de la Universidad de Cornell, Kac asistió a una conferencia de Feynman y comentó que los dos estaban trabajando en lo mismo desde diferentes direcciones. Del intercambio surgió la fórmula de Feynman-Kac, que demostraba rigurosamente el caso real de la integral de caminos de Feynman. El caso complejo, que ocurre cuando se incluye el giro de una partícula, sigue siendo una problema abierto.
La fórmula proporciona un método para resolver ciertas ecuaciones diferenciales parciales simulando los caminos aleatorios de un proceso estocástico. Recíprocamente, una clase importante de valores esperados de procesos aleatorios puede ser calculada por métodos deterministas.

## Teorema
Considérese la ecuación diferencial parcial

{\displaystyle {\frac {\partial u}{\partial t}}(x,t)+\mu (x,t){\frac {\partial u}{\partial x}}(x,t)+{\tfrac {1}{2}}\sigma ^{2}(x,t){\frac {\partial ^{2}u}{\partial x^{2}}}(x,t)-V(x,t)u(x,t)+f(x,t)=0,}

definida para todos {\displaystyle x\in \mathbb {R} } y {\displaystyle t\in [0,T]} y sujeta a la condición terminal

{\displaystyle u(x,T)=\psi (x),}

donde {\displaystyle \mu ,\sigma ,\psi ,V,f} son funciones conocidas, {\displaystyle T} es un parámetro, y {\displaystyle u:\mathbb {R} \times [0,T]\to \mathbb {R} } es la función incógnita. Entonces la fórmula de Feynman-Kac nos dice que la solución se puede escribir como una expectativa condicional
| {\displaystyle z=re^{i\phi }=x+iy\,\!} |bajo la medida de probabilidad {\displaystyle Q} tal que {\displaystyle X} es un proceso de Itô impulsado por la ecuación

{\displaystyle dX_{t}=\mu (X,t)\,dt+\sigma (X,t)\,dW_{t}^{Q},}

con {\displaystyle W^{Q}(t)} es un proceso de Wiener (también llamado movimiento browniano) bajo {\displaystyle Q}, y la condición inicial para {\displaystyle X(t)} es {\displaystyle X(t)=x}.

## Demostración parcial
Una demostración de que la fórmula anterior es una solución de la ecuación diferencial es larga, difícil y no se presenta aquí. Sin embargo, es razonablemente sencillo demostrar que, "si existe una solución", debe tener la forma anterior. Una demostración de este resultado menor sería la siguiente:
Sea {\displaystyle u(x,t)} la solución a la ecuación diferencial parcial anterior.  Aplicación de la regla producto para procesos de Itô al proceso

{\displaystyle Y(s)=\exp(-\int _{t}^{s}V(X_{\tau },\tau )\,d\tau )u(X_{s},s)+\int _{t}^{s}\exp(-\int _{t}^{r}V(X_{\tau },\tau )\,d\tau )f(X_{r},r)\,dr}

se obtiene

{\displaystyle {\begin{aligned}dY={}&d\left(\exp(-\int _{t}^{s}V(X_{\tau },\tau )\,d\tau )\right)u(X_{s},s)+\exp(-\int _{t}^{s}V(X_{\tau },\tau )\,d\tau )\,du(X_{s},s)\\[6pt]&{}+d\left(\exp(-\int _{t}^{s}V(X_{\tau },\tau )\,d\tau )\right)du(X_{s},s)+d\left(\int _{t}^{s}\exp(-\int _{t}^{r}V(X_{\tau },\tau )\,d\tau )f(X_{r},r)\,dr\right)\end{aligned}}}

A partir de:

{\displaystyle d\left(\exp(-\int _{t}^{s}V(X_{\tau },\tau )\,d\tau )\right)=-V(X_{s},s)\exp(-\int _{t}^{s}V(X_{\tau },\tau )\,d\tau )\,ds,}

el tercer término es {\displaystyle O(dt\,du)} y se puede eliminar. También tenemos que

{\displaystyle d\left(\int _{t}^{s}\exp(-\int _{t}^{r}V(X_{\tau },\tau )\,d\tau )f(X_{r},r)dr\right)=\exp(-\int _{t}^{s}V(X_{\tau },\tau )\,d\tau )f(X_{s},s)ds.}

Aplicando el lema de Itô a {\displaystyle du(X_{s},s)}, se deduce que

{\displaystyle {\begin{aligned}dY={}&\exp(-\int _{t}^{s}V(X_{\tau },\tau )\,d\tau )\,\left(-V(X_{s},s)u(X_{s},s)+f(X_{s},s)+\mu (X_{s},s){\frac {\partial u}{\partial X}}+{\frac {\partial u}{\partial s}}+{\tfrac {1}{2}}\sigma ^{2}(X_{s},s){\frac {\partial ^{2}u}{\partial X^{2}}}\right)\,ds\\[6pt]&{}+\exp(-\int _{t}^{s}V(X_{\tau },\tau )\,d\tau )\sigma (X,s){\frac {\partial u}{\partial X}}\,dW.\end{aligned}}}

El primer término contiene, entre paréntesis, la ecuación diferencial parcial anterior y, por lo tanto, es cero. Lo que queda es

{\displaystyle dY=\exp(-\int _{t}^{s}V(X_{\tau },\tau )\,d\tau )\sigma (X,s){\frac {\partial u}{\partial X}}\,dW.}

Integrando esta ecuación de {\displaystyle t} a {\displaystyle T}, se concluye que

{\displaystyle Y(T)-Y(t)=\int _{t}^{T}\exp(-\int _{t}^{s}V(X_{\tau },\tau )\,d\tau )\sigma (X,s){\frac {\partial u}{\partial X}}\,dW.}

Al tomar expectativas, condicionado a <matemáticas>X_{t} = x</matemáticas>, y observar que el lado derecho es un Itô integral, que tiene expectativa cero, de ello se deduce que

{\displaystyle E[Y(T)\mid X_{t}=x]=E[Y(t)\mid X_{t}=x]=u(x,t).}

El resultado deseado se obtiene observando que

{\displaystyle E[Y(T)\mid X_{t}=x]=E\left[\exp(-\int _{t}^{T}V(X_{\tau },\tau )\,d\tau )u(X_{T},T)+\int _{t}^{T}\exp(-\int _{t}^{r}V(X_{\tau },\tau )\,d\tau )f(X_{r},r)\,dr\,{\Bigg |}\,X_{t}=x\right]}

y finalmente

{\displaystyle u(x,t)=E\left[\exp(-\int _{t}^{T}V(X_{\tau },\tau )\,d\tau )\psi (X_{T})+\int _{t}^{T}\exp(-\int _{t}^{s}V(X_{\tau },\tau )\,d\tau )f(X_{s},s)\,ds\,{\Bigg |}\,X_{t}=x\right]}

## Comentarios
- La demostración anterior de que una solución debe tener la forma dada es esencialmente la de[4] con modificaciones para tener en cuenta {\displaystyle f(x,t)}.
- La fórmula de expectativa anterior también es válida para las difusiones Itô N-dimensionales. La ecuación diferencial parcial correspondiente para {\displaystyle u:\mathbb {R} ^{N}\times [0,T]\to \mathbb {R} } se convierte en:[5] {\displaystyle {\frac {\partial u}{\partial t}}+\sum _{i=1}^{N}\mu _{i}(x,t){\frac {\partial u}{\partial x_{i}}}+{\frac {1}{2}}\sum _{i=1}^{N}\sum _{j=1}^{N}\gamma _{ij}(x,t){\frac {\partial ^{2}u}{\partial x_{i}\partial x_{j}}}-r(x,t)\,u=f(x,t),} donde {\displaystyle \gamma _{ij}(x,t)=\sum _{k=1}^{N}\sigma _{ik}(x,t)\sigma _{jk}(x,t),} es decir, {\displaystyle \gamma =\sigma \sigma ^{\mathrm {T} }}, donde {\displaystyle \sigma ^{\mathrm {T} }} denota la traspuesta de {\displaystyle \sigma }.
- Esta expectativa puede ser aproximada usando el método de Monte Carlo o método cuasi-Monte Carlos.
- Cuando fue publicado originalmente por Kac en 1949,[6] la fórmula de Feynman-Kac se presentó como una fórmula para determinar la distribución de ciertos funcionales de Wiener. Supongamos que deseamos encontrar el valor esperado de la función {\displaystyle \exp(-\int _{0}^{t}V(x(\tau ))\,d\tau )} en el caso donde x(τ) es alguna realización de un proceso de difusión que comienza en x(0) = 0. La fórmula de Feynman-Kac dice que esta expectativa es equivalente a la integral de una solución a una ecuación de difusión. Específicamente, bajo las condiciones que {\displaystyle uV(x)\geq 0}, {\displaystyle E\left[\exp(-u\int _{0}^{t}V(x(\tau ))\,d\tau )\right]=\int _{-\infty }^{\infty }w(x,t)\,dx} donde w(x, 0) = δ(x) y {\displaystyle {\frac {\partial w}{\partial t}}={\frac {1}{2}}{\frac {\partial ^{2}w}{\partial x^{2}}}-uV(x)w.} La fórmula de Feynman-Kac también puede interpretarse como un método para evaluar integrales funcionales de cierta forma. Si {\displaystyle I=\int f(x(0))\exp(-u\int _{0}^{t}V(x(t))\,dt)g(x(t))\,Dx} donde la integral se toma sobre todos paseo aleatorios, entonces {\displaystyle I=\int w(x,t)g(x)\,dx} donde w(x,  t) es una solución a la Ecuación parabólica en derivadas parciales {\displaystyle {\frac {\partial w}{\partial t}}={\frac {1}{2}}{\frac {\partial ^{2}w}{\partial x^{2}}}-uV(x)w} con condición inicial w(x, 0) = f(x).

## Aplicaciones
En finanzas cuantitativas, la fórmula de Feynman-Kac se utiliza para calcular eficientemente soluciones a la ecuación de Black-Scholes a opciones de precio en acciones y bono cupón cero precios en modelos de estructura de términos afines.
En química cuántica, se usa para resolver la ecuación de Schrödinger con el método puro de difusión Monte Carlo.